# With or Without You
"With or Without You" prvi je singl grupe U2 s albuma The Joshua Tree iz 1987. godine. Ovo je ujedno i jedna od najpoznatijih pjesama ove grupe. Singl je objavljen u ožujku 1987. godine te je ubrzo postao prvi singl grupe U2 koji je u Americi došao do broja jedan i zadržao se na tom mjestu čak tri tjedna. U Britaniji je bio nešto manje uspješan; tek 4. mjesto, no čak jedanaest tjedana se zadržao u Top 75. No, bez obzira na to, ovo je prvi singl grupe U2 koji je na ljestvicama prošao bolje u Americi nego u Britaniji.
2004. godine, magazin Rolling Stone smjestio je ovu pjesmu na 131. mjesto u izboru 500 najboljih pjesama svih vremena. Čitatelji tog magazina su ovu pjesmu proglasili i najboljim singlom 1987. godine. 
"With or Without You" prvi je put izvedena pred publikom 4. travnja 1987. godine u drugom nastupu na turneji "Joshua Tree Tour" te se od tada izvodi na gotovo svim njihovim koncertima. Na singlu se osim ove pjesme nalaze i "Luminous Times (Hold On To Love)" i "Walk to the Water".
Riječi govore o ljubavnoj vezi, a mogu se protumačiti na više načina. Napisao ih je Bono koji je želio napisati ljubavnu pjesmu koja govori o stvarnim problemima koji se pojavljuju u vezama.
U tijeku turneje "Rattle and Hum", Bono je dodao riječi na kraju pjesme: 
"We'll shine like stars in the summer night
We'll shine like stars in the winter night
Love, love will tear us apart...again."